# 替代 (丹麦)
替代（丹麥語：Alternativet）是丹麦的一个政党。该党成立于2013年11月27日。该党的政治立场是中间偏左至左翼。该党的意识形态是绿色政治、进步主义、亲欧洲主义。该党的领袖是Josephine Fock。该党是欧洲民主运动2025和北欧绿色左翼联盟的成员。